# Ковчег святого Симеона

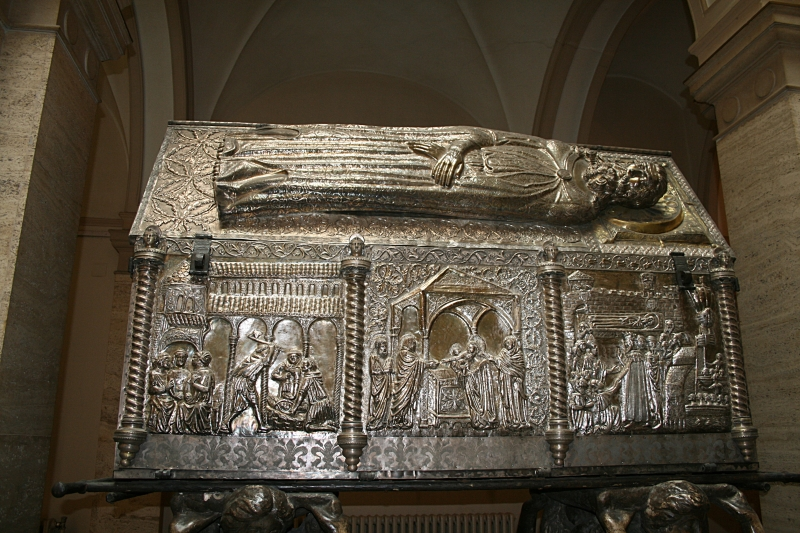
Ковчег Св. Симеона

Ковчег святого Симеона або Рака святого Симеона (хорв. Škrinja sv. Šimuna або Raka sv. Šime) — позолочений срібний саркофаг із мощами святого Симеона Стовпника; один із найцінніших та найважливіших пам'ятників хорватського середньовічного ювелірного мистецтва. Розташовується за головним вівтарем у церкві Св. Симеона у  м. Задарі, Хорватія. Виготовлений у 1381 році.
Ковчег Св. Симеона знаходиться під захистом ЮНЕСКО. Вага ковчега сягає близько 240 кг.

## Історія
Ковчег Св. Симеона був виготовлений у 1381 році і був дарунком угорсько-хорватської королеви Єлизавети Котроманич, дружини короля Людовика I Анжуйського. Її уповноважені, п'ятеро задарських дворян, уклали угоду із ювеліром Франьо з Мілану, що мешкав у Задарі. У роботі над ковчегом йому допомагав ювелір Міховіл Дамьянов.
В першій половині XVII століття срібний ковчег був перенесений до цервки Св. Симеона. Ковчегназвао на честь найпопулярнішого задарського святого — Симеона, в якому спочивають його останки.

## Опис
Ковчег Св. Симеона — дерев'яна скриня із двосхилим дахом, повністю облицьована рельєфними, карбуванням обробленими срібними пластинами, частково позолоченими.
З переднього боку зображені три сцени. В середині це композиція Принесення у храм, виконана в іконографічних традиціях Джотто (1267–1337). З лівого боку показано сцену вириття тіла святого монахами. Праворуч — сцена в'їзду короля Людовика I Анжуйського до Задару. Сцена зображена живописно, рясніючи деталями міських фортечних стін, людей та човнів.
З лицьового боку ковчега у високому рельєфі показано тіло святого, одягнене у ризу. З лівого боку показано корабель, який рятує у штормовому морі св. Симеон. На фронтоні поміщений герб Людовика I Анжуйського. Протилежну бокову поверхню заповнила сценка, що зображує королеву Єлизавету в оточенні короля і хорватських бояр, що втратила розум від того, що вкрала перстень святого. Над цією сценою також розміщується герб Людовика.
З внутрішньої сторони кришки — три фігурні зображення чудес святого. По середині задньої сторони рельєфно викарбуваний напис, що згадує замовника — королеву Єлизавету та 1380 рік. Знизу знаходиться підпис художника. Ліва сцена зображує королеву Єлизавету, яка передає разом зі своїми трьома доньками ковчег святому. Праворуч від напису показано смерть боснійського бана Степана Котроманича, в якій присутній Св. Симеон. На задній поверхні кришки ковчега зображені ще три чудеса святого. В центральній сцені зображена людина із ювелірними інструментами, яка стала на коліна. Це ймовірно автопортрет художника.
Ковчег Св. Симеона покоїться на руках бронзових барокових статуй янголів, які були вилиті із бронзи трофейних турецьких гармат.